# Santiago Calatrava

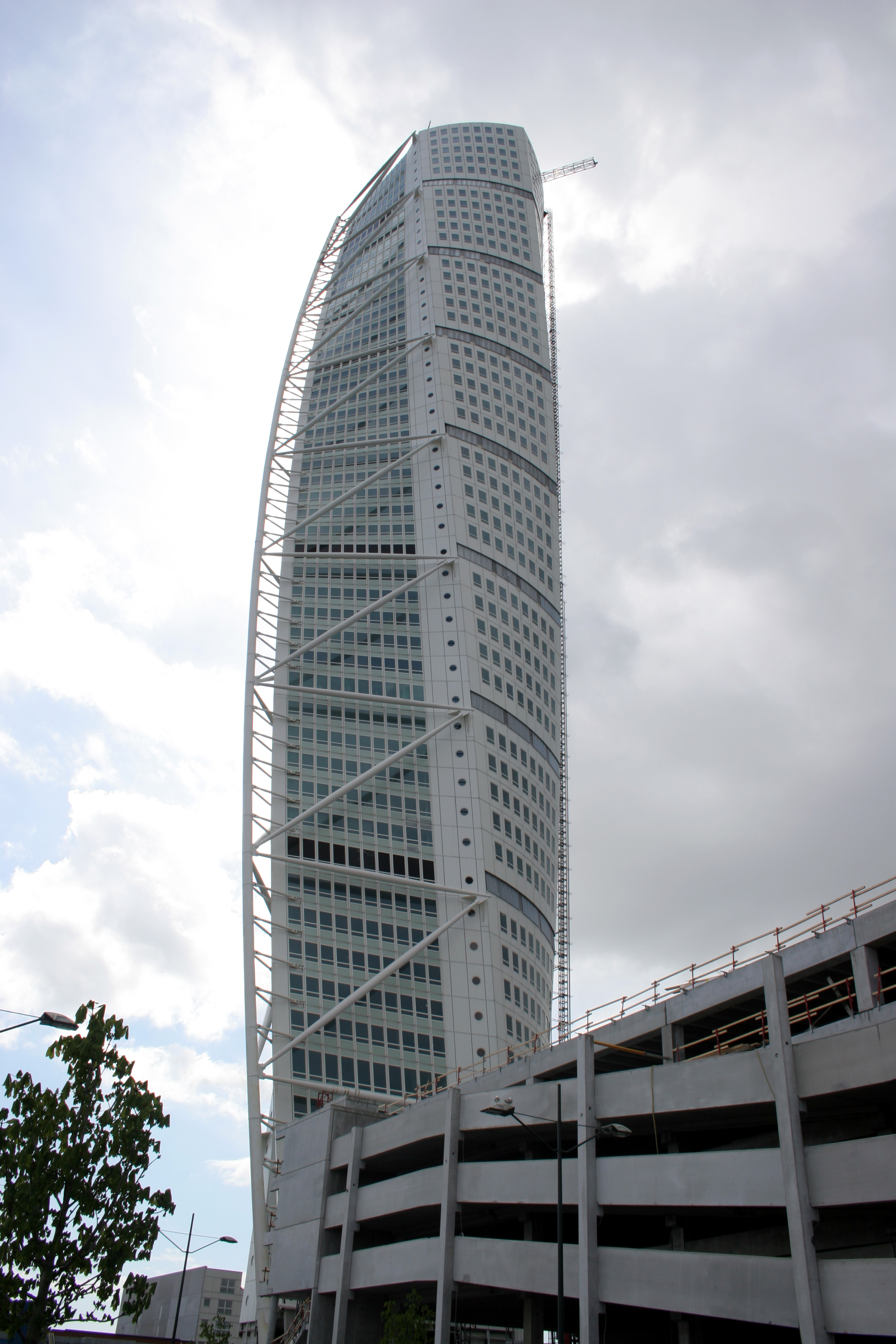
Turning Torso i Malmö.

Santiago Calatrava Valls, född 28 juli 1951 i Valencia i Spanien, är en spansk arkitekt, byggnadskonstruktör och skulptör.
Santiago Calatrava är utbildad till arkitekt vid Universidad Politécnica de Valencia i Valencia, där han tog examen 1974 , och till ingenjör vid Eidgenössische Technische Hochschule Zürich i Zürich, där han doktorerade 1981 med en avhandling med titeln The Foldability of Space Frames. Han öppnade en egen arkitekt- och byggnadskonstruktörsbyrå i Zürich 1981. Han representerar en skola av den klassiska arkitektstammen som ansvarar för både den konstnärliga och den tekniska utformningen av byggnadsverken.
Santiago Calatrava har en stor fascination för rörelse, vilket syns tydligt i hans arkitektur och installationer. Han upplever att arkitektur har en stor potential att visa rörelse.
Han är utsedd till hedersdoktor vid flera universitet, bland annat Lunds universitet. Han är utländsk ledamot av svenska Ingenjörsvetenskapsakademien sedan 1999. Han är den enda arkitekt som varit föremål för en retrospektiv utställning på Eremitaget i Sankt Petersburg.

## Kritik
Santiago Calatrava har fått kritik för den stora kostnaden vid byggnationen av Ciutat de les Arts i les Ciències i Valencia i en tid av besparingar för regionen och landet i stort.

## Byggnader i urval
- Jakem-Werkstätten, Münchwilen, Aargau, Schweiz, 1983–84
- Lagerhaus Ernsting, Coesfeld, Tyskland, 1983–85
- Stadelhofens station, Zürich, Schweiz, 1983–90
- Kantonsschule Wohlen, Wohlen, Schweiz, 1983–88
- Pont de Bac de Roda, Barcelona, Spanien, 1984–87
- Luzerns station, Luzern, Schweiz, 1983–89
- Kulturzentrum Bärenmatte, Suhr, Schweiz, 1984–88
- Tabourettli-teatern, Basel, Schweiz, 1986–87
- BCE Place, Toronto, Kanada, 1987–92
- Ciutat de les Arts i les Ciències, Valencia, Spanien, 1991–2004
- Telekommunikationstorn, Anillo Olímpico, Montjuïc, Barcelona, Spanien, 1992
- Kuwaits paviljong, Expo 92, Sevilla, Spanien, 1992
- TGV-station, Lyons flygplats, Lyon, Frankrike, 1989–94
- Milwaukee Art Museum, Milwaukee, Wisconsin, USA, 2001
- Estação do Oriente, Lissabon, Portugal, 1998
- Sondica flygplatsterminal, Bilbao, Spanien, 1990–2000
- Bodegas Ysios i Laguardia, Spanien, 1998–2001
- Auditorio de Tenerife, Santa Cruz de Tenerife, Spanien, 1997–2003
- Atens Olympiastadion, Aten, Grekland –2004
- Turning Torso, bostadshus, Malmö, 1999–2003
- Chicago Spire, bostadshus, Chicago, Illinois, USA, under konstruktion sedan 2008
- Museo del Mañana, Rio de Janeiro, 2015
- World Trade Center Transportation Hub, tunnelbanecentral, New York, USA, 2016

## Broar i urval
- Puente del Alamillo, Sevilla, Spanien, 1987–92
- Lusitania-bron, Mérida, Spanien, 1988–91
- Puente de la Exposición, Valencia, Spanien, 1991–95
- Zubizuri, också kallad Campo Volantin, gångbro över floden Bilbao, Bilbao, Spanien, 1994–97
- Puente de la Mujer, Buenos Aires, Argentina, 1998
- Sundial Bridge, Redding, Kalifornien, USA, 2004
- Strängbron, Jerusalem, Israel, 2008
- Margaret Hunt Hill-bron, Dallas, Texas, 2012
- Peace Bridge, "Fredsbron", Calgary, Kanada, 2012

## Bildgalleri — byggnader i urval

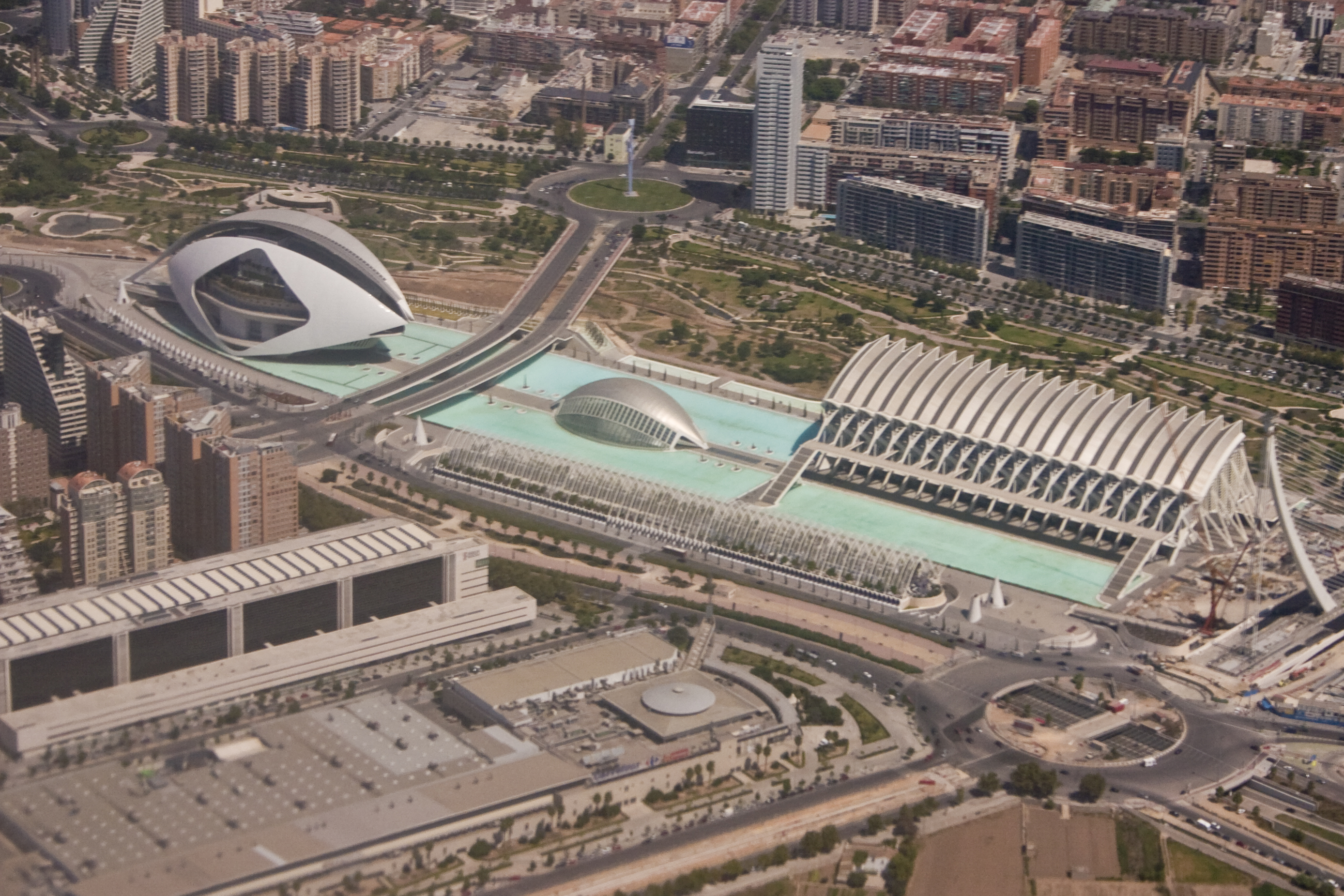
Ciutat de les Arts i les Ciències, "Konst- och vetenskapsstaden" i Valencia, Spanien, 1991–2004
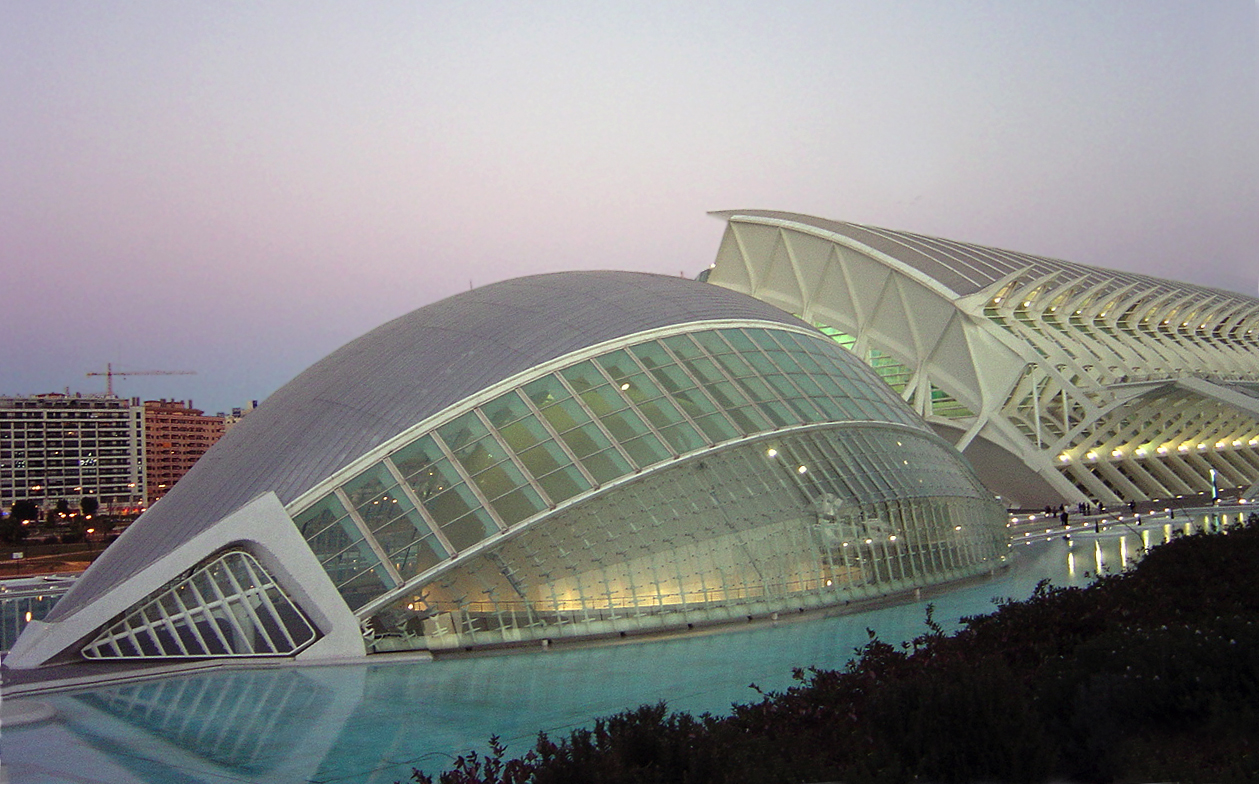
L'Hemisfèric i Ciutat de les Arts i les Ciències i Valencia
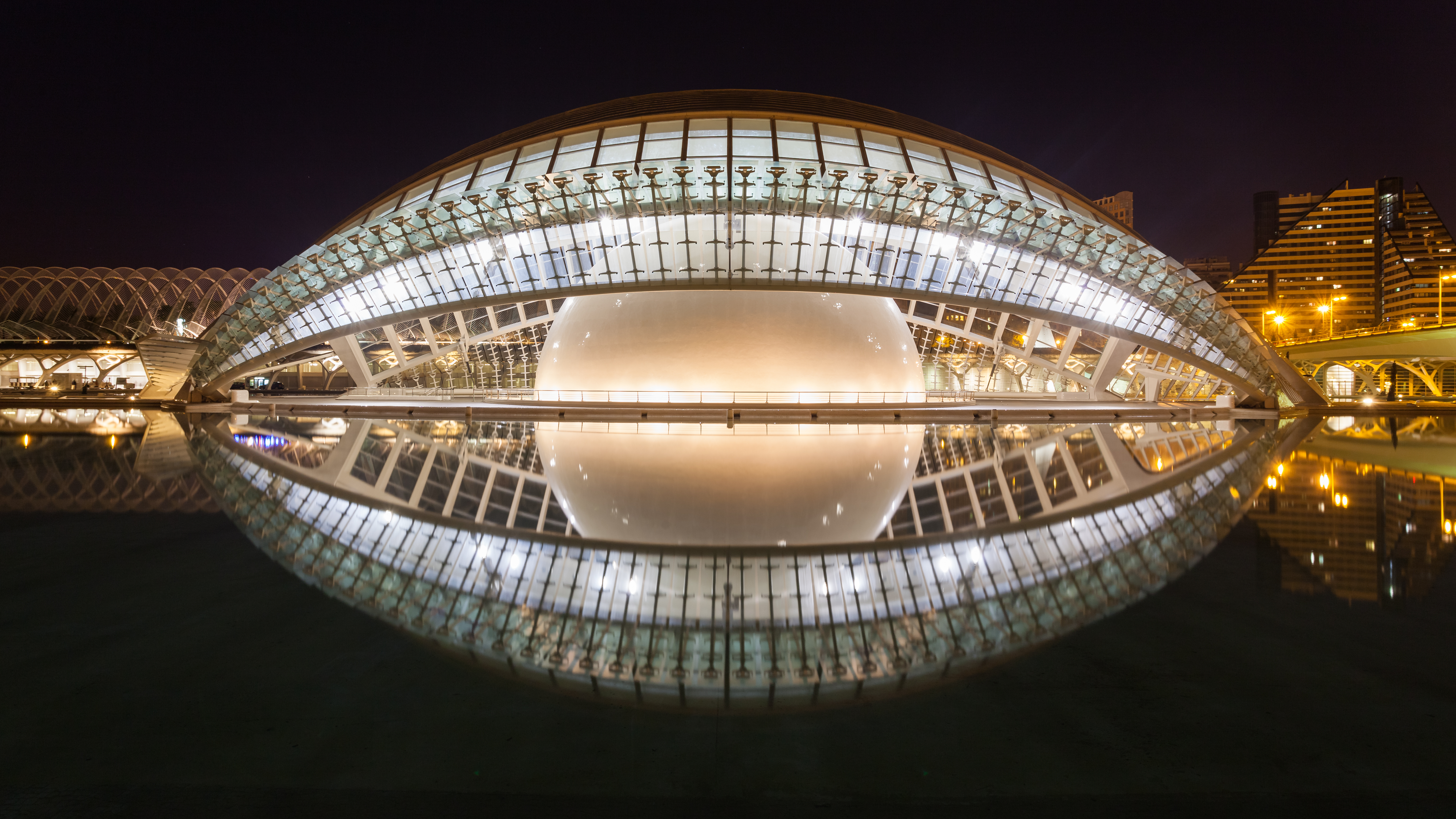
Öppen L'Hemisfèric framifrån
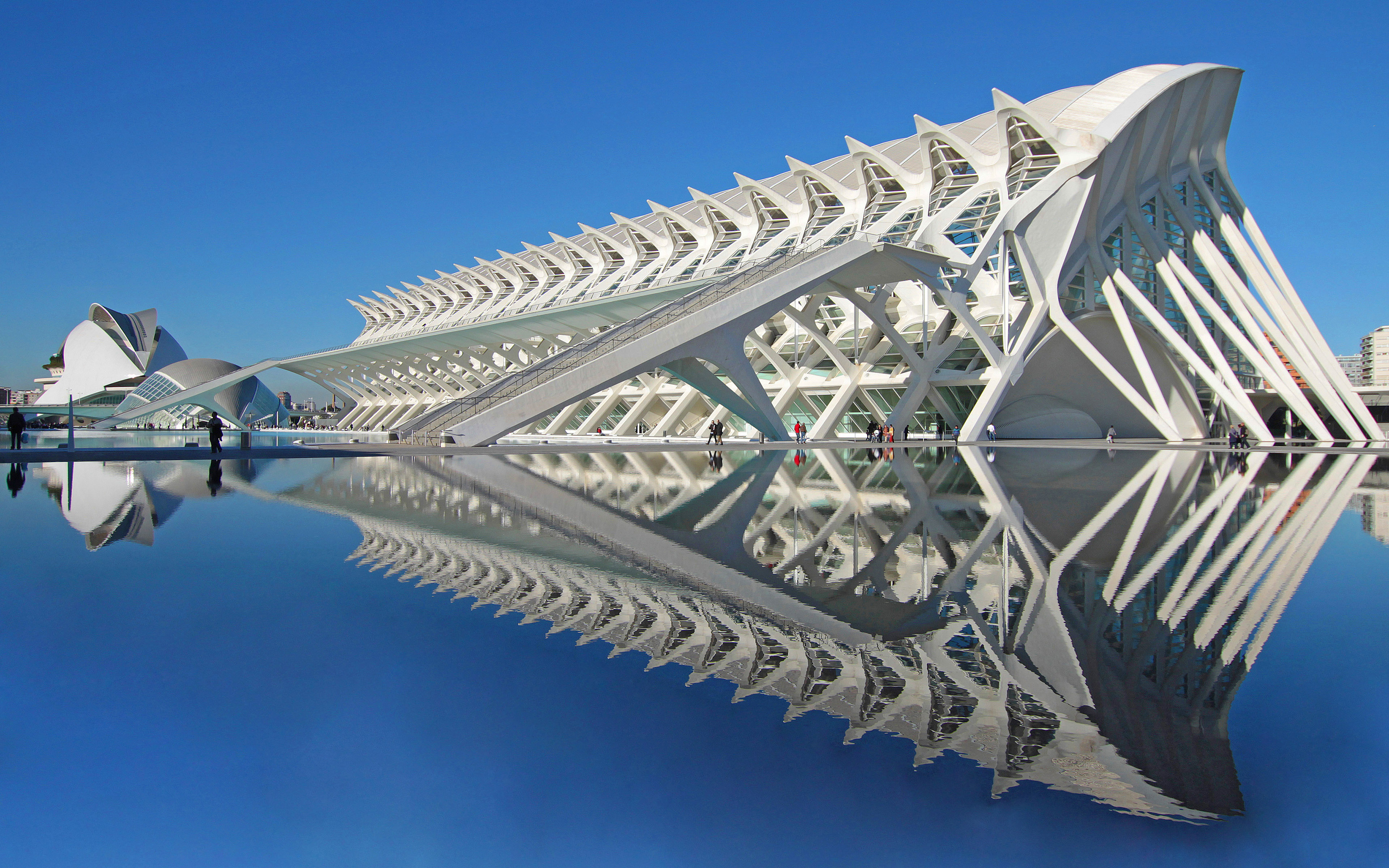
Ciudad de las Artes y de las Ciencias i Valencia
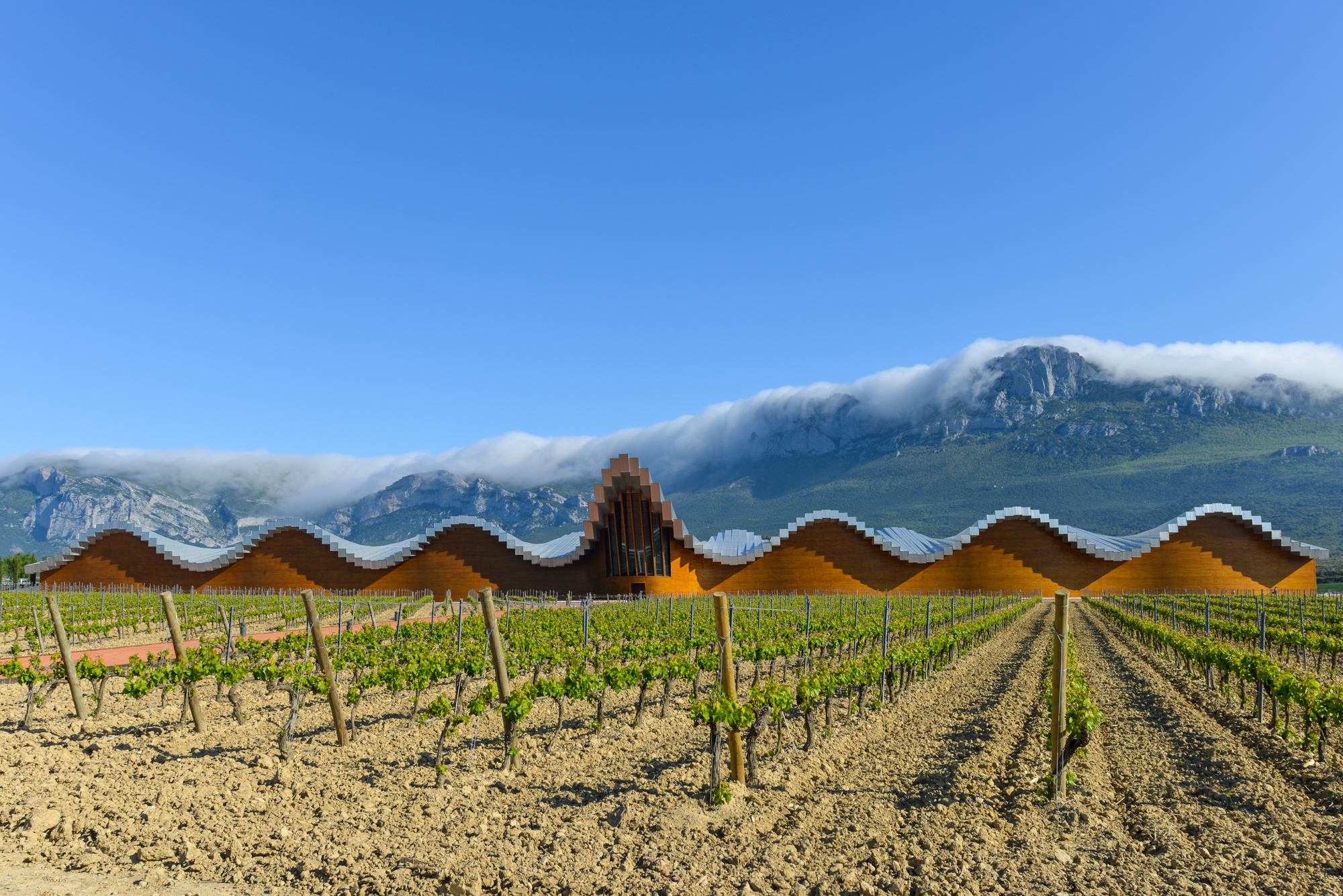
Vingården Ysios i Valencia, 1998–2001
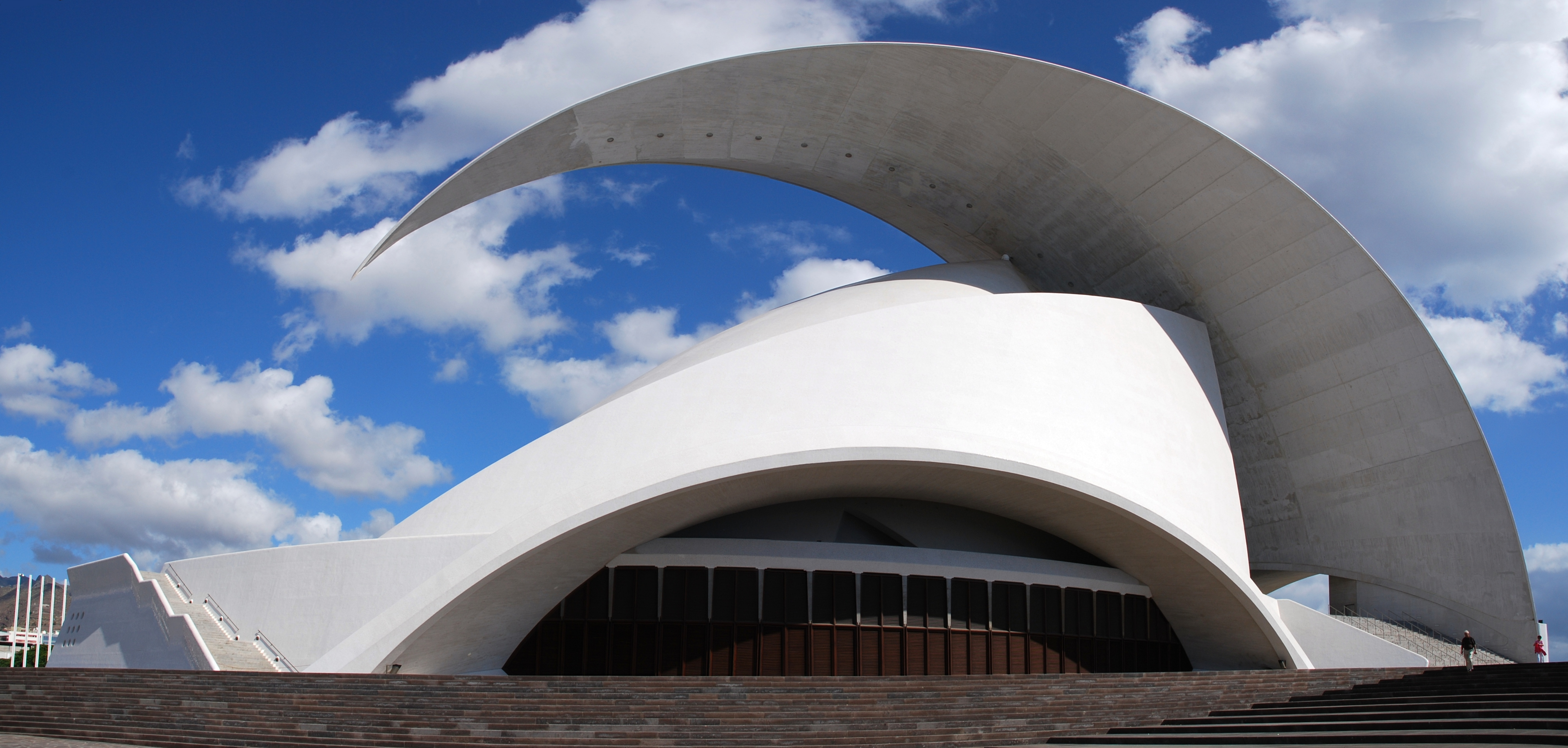
Auditorium på Teneriffa, 1997–2003
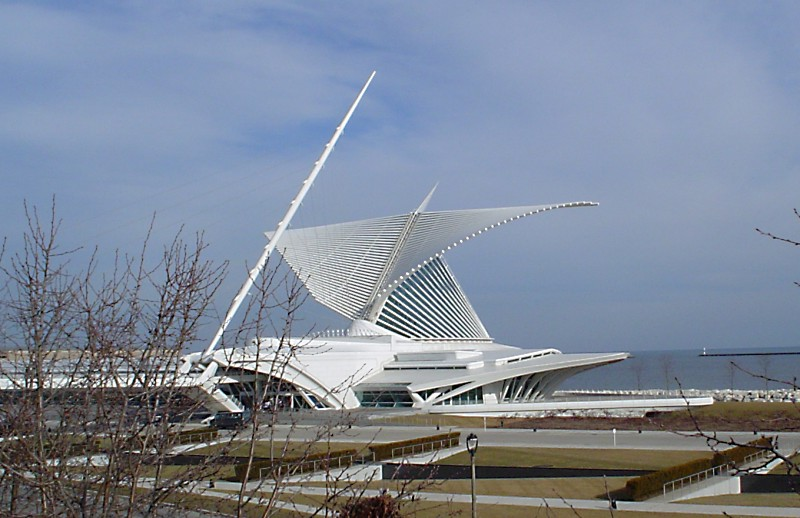
Museum of the Arts i Milwaukee, 2001
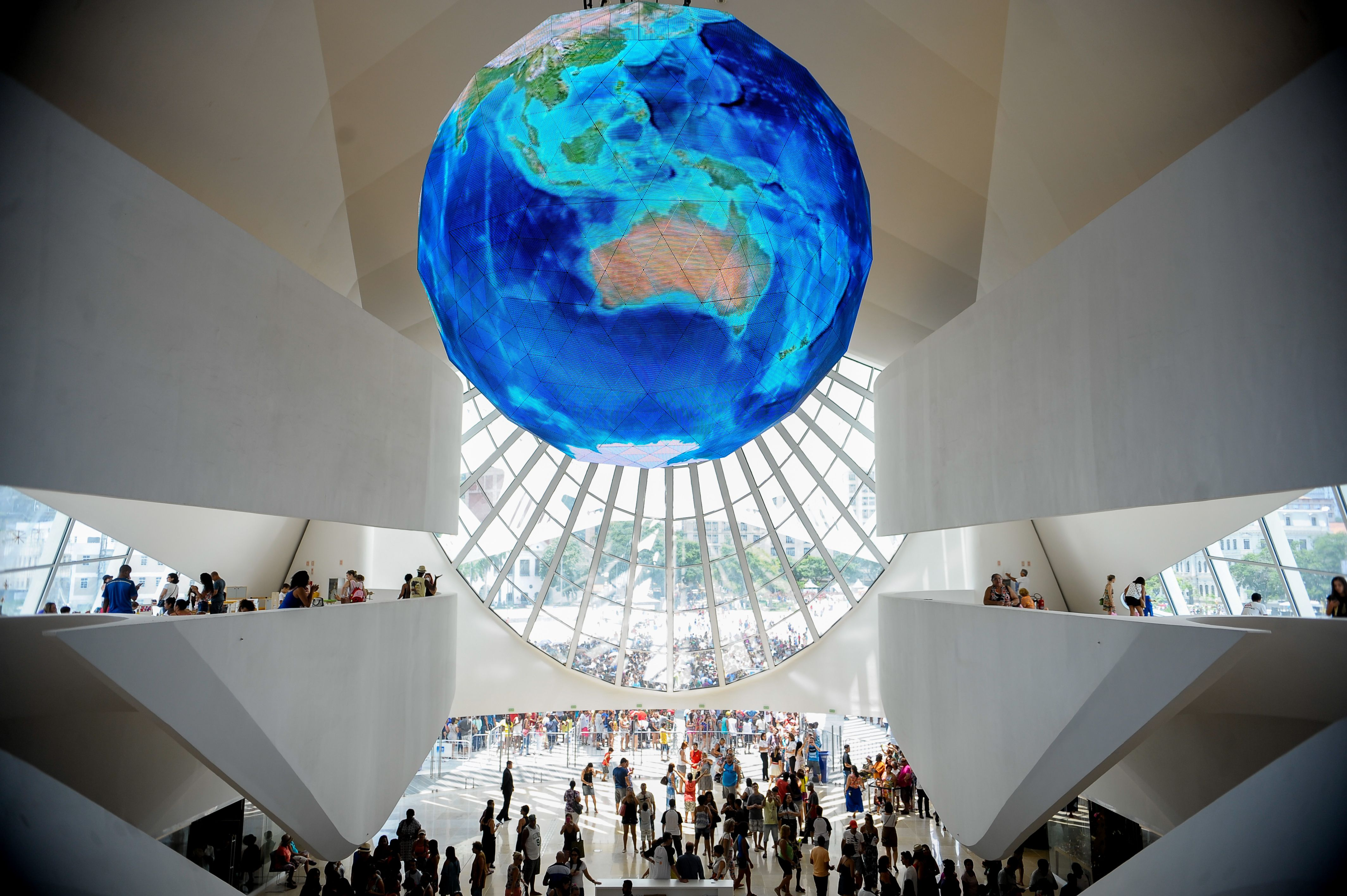
Museo del Mañana, Rio de Janeiro, 2015

## Bildgalleri — broar i urval

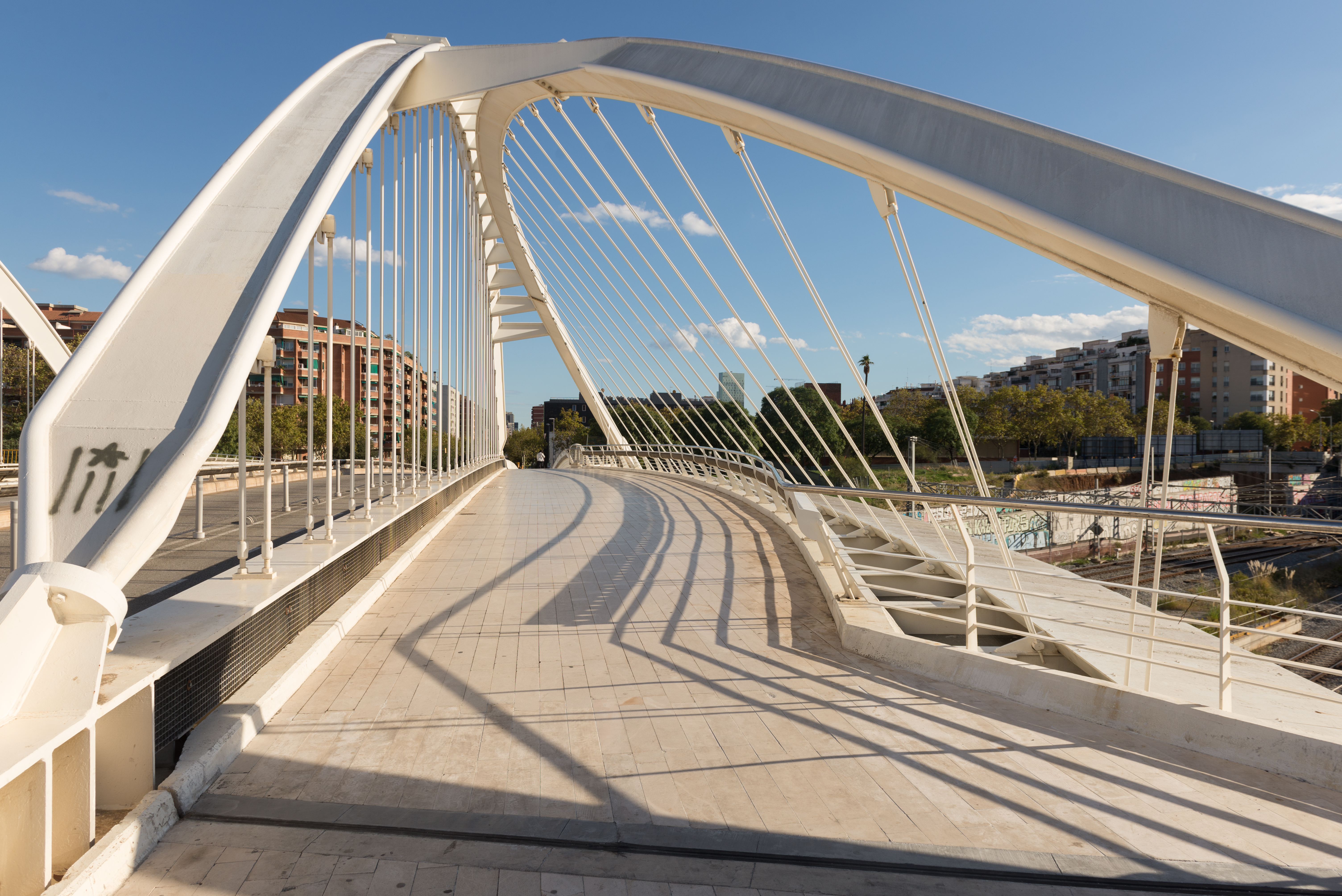
Bac de Roda-bron eller "Calatrava-bron" i Barcelona, Spanien (1984–87)
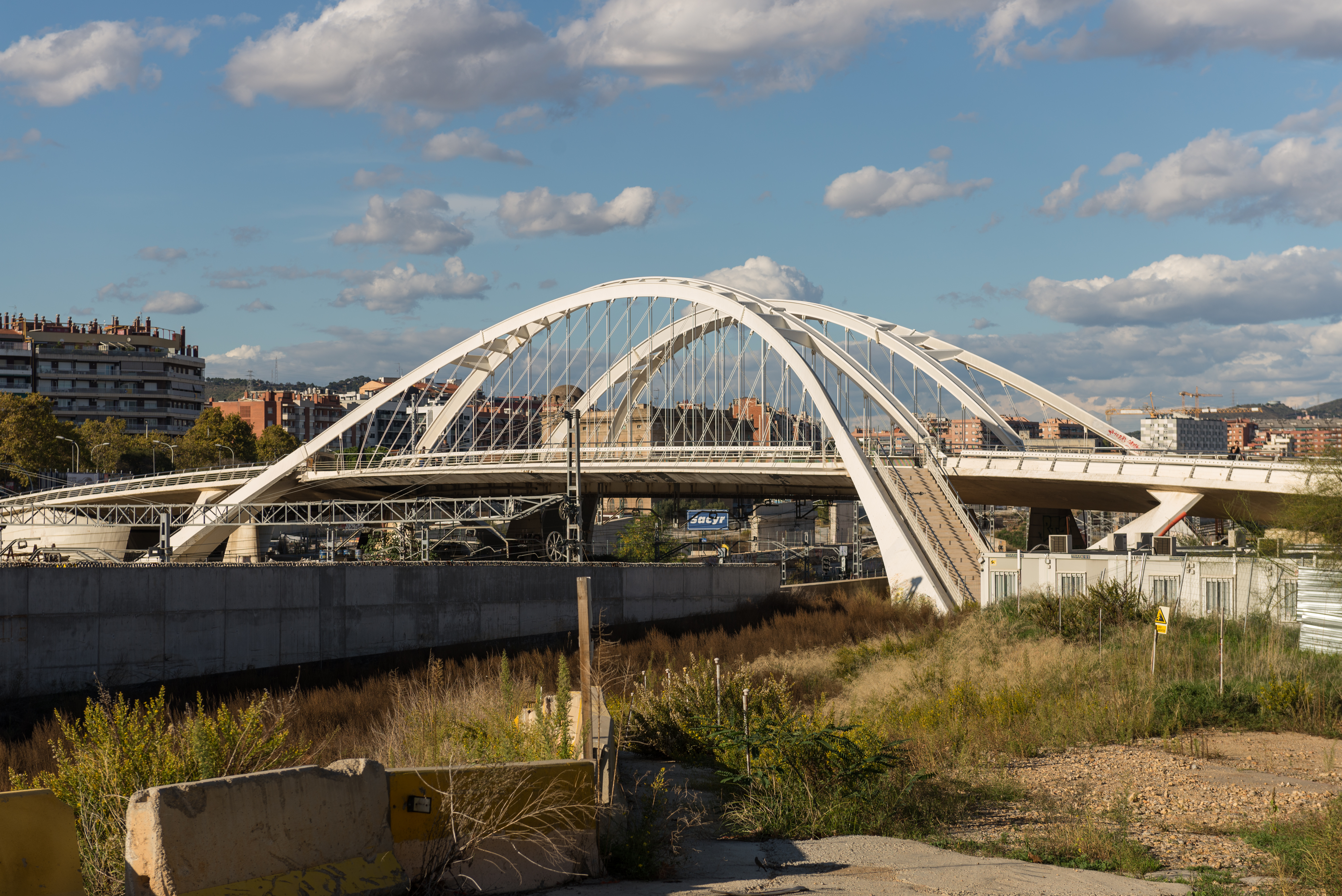
Bac de Roda-bron eller "Calatrava-bron" i Barcelona, Spanien (1984–87)
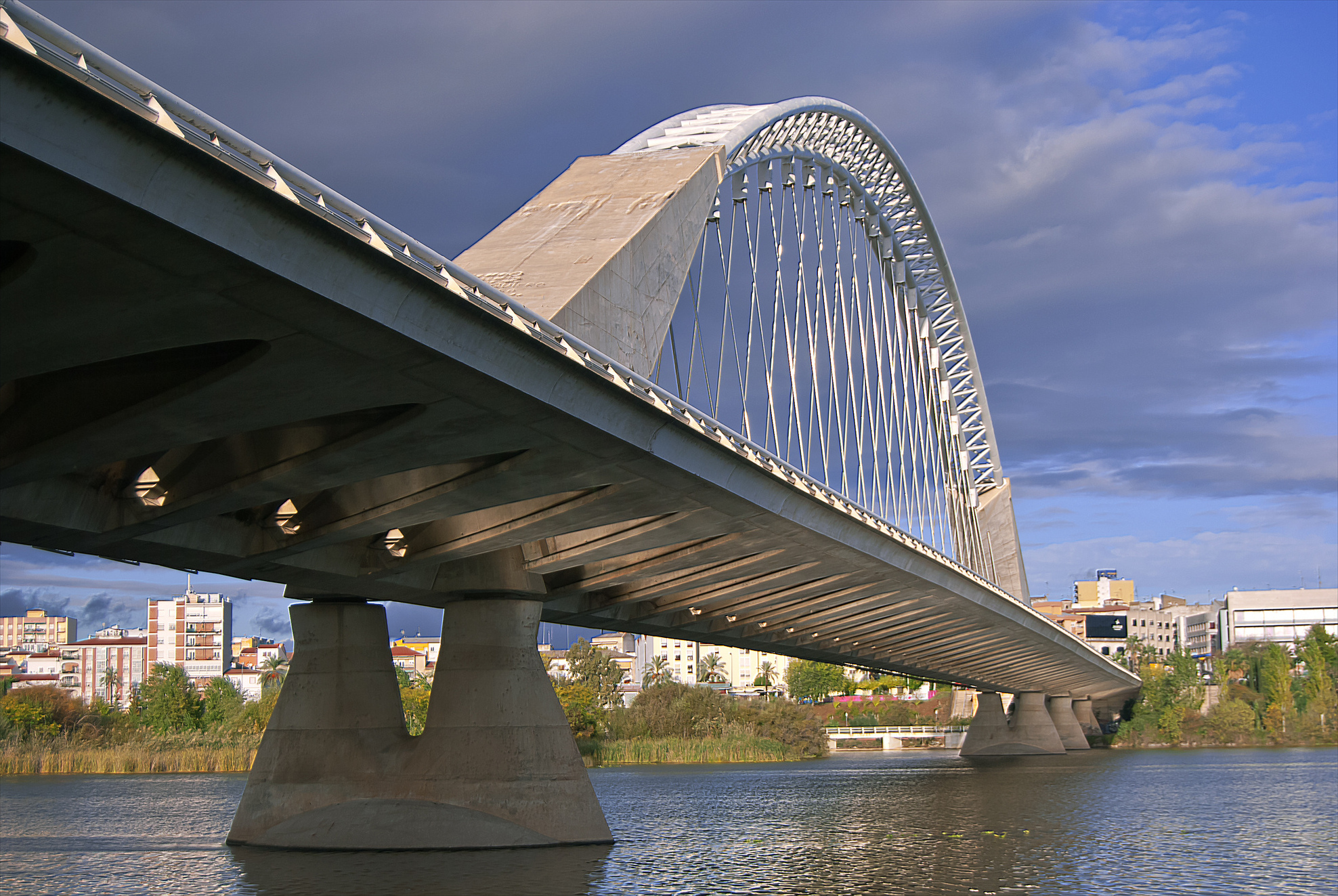
Lusitania-bron, i Mérida, Spanien (1988–91)
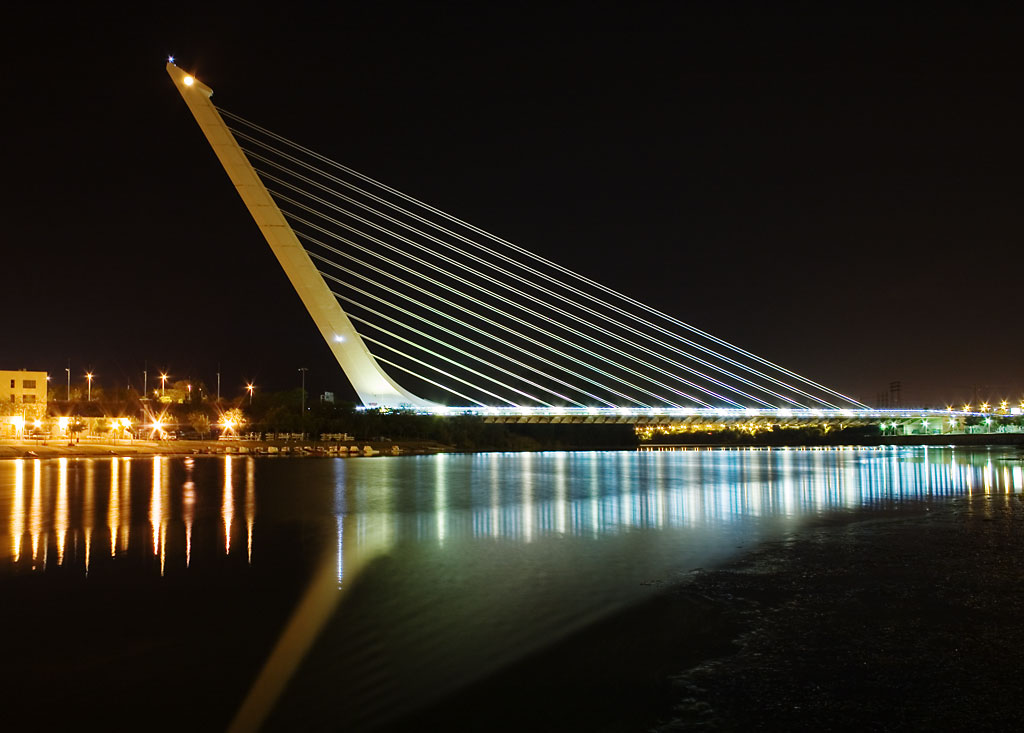
Puente del Alamillo i Sevilla, Spanien (1987–92)
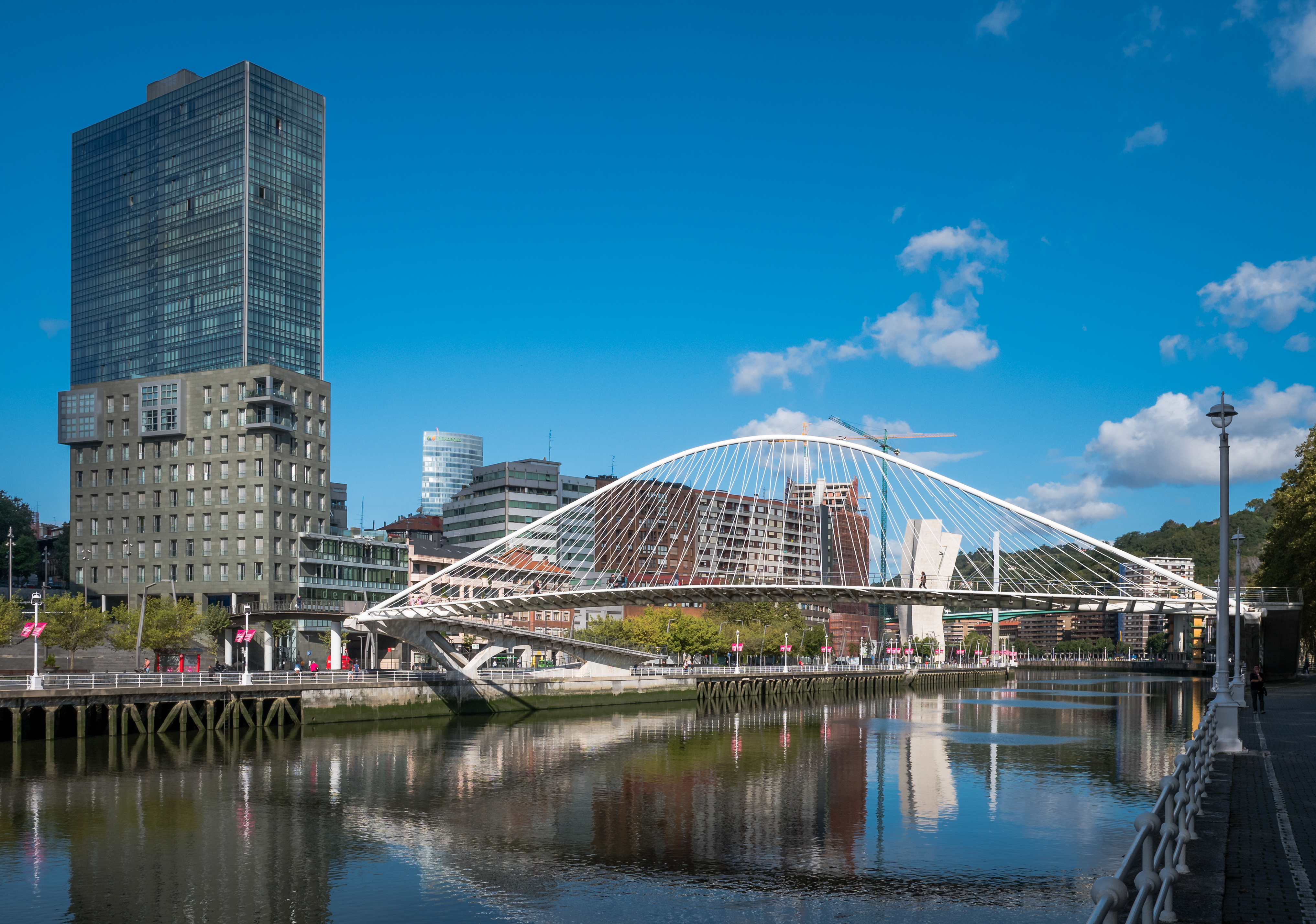
Zubizuri, också kallad Campo Volantin, i Bilbao, Spanien (1994–97)
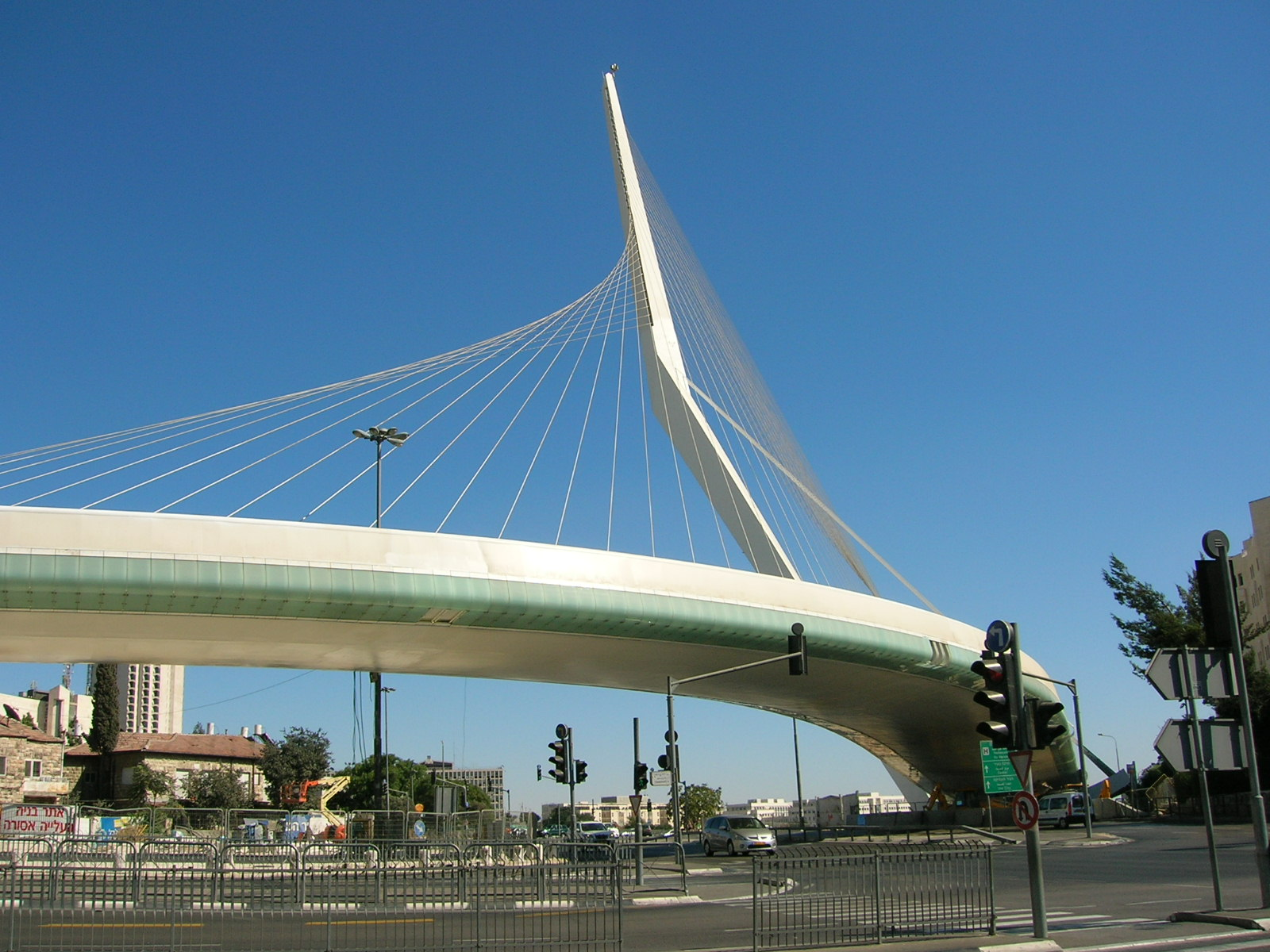
Strängbron i Jerusalem, Israel (2008)
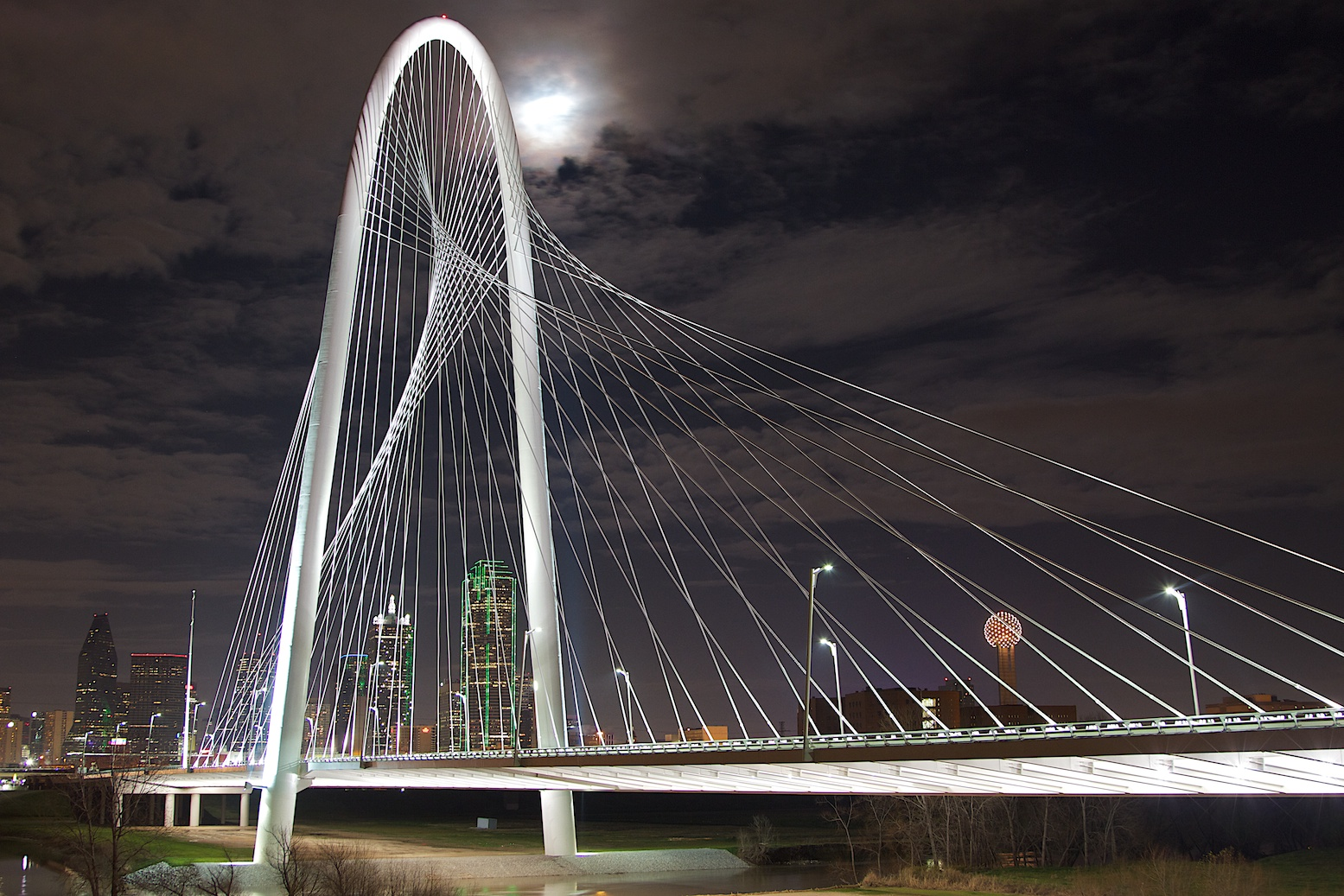
Margaret Hunt Hill-bron i Dallas, Texas, USA (2012)
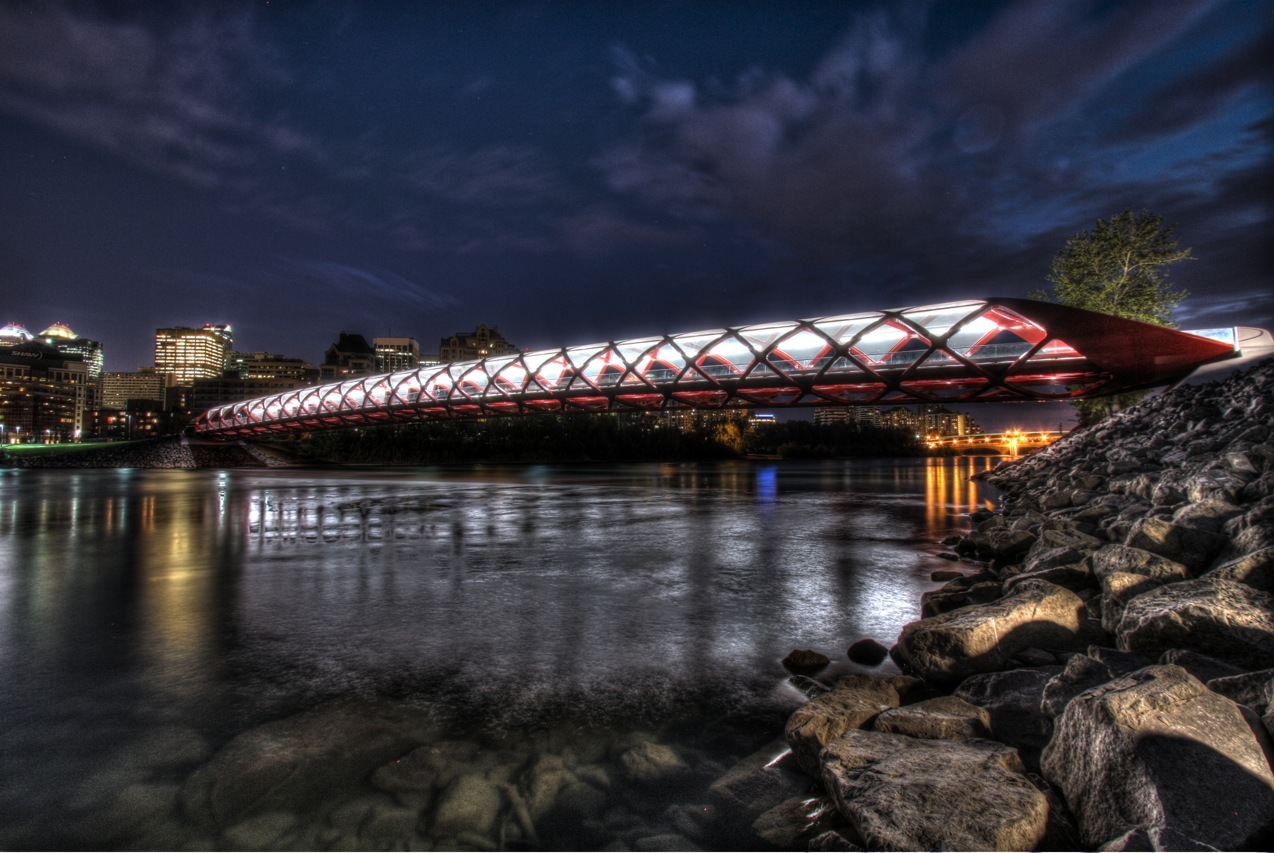
Peace Bridge, "Fredsbron", i Calgary, Kanada (2012)